# دانيال بارتليت
دانيال بارتليت (بالإنجليزية: Daniel Bartlett)‏ هو لاعب كرة قدم بريطاني، ولد في 2000 في بول في المملكة المتحدة. لعب مع كوفنتري سيتي.

## وصلات خارجية
- دانيال بارتليت على موقع قاعدة بيانات كرة القدم.إي يو (الإنجليزية)
- دانيال بارتليت على موقع Soccerbase.com (لاعب) (الإنجليزية)
- دانيال بارتليت على موقع Soccerway.com (الإنجليزية)